# Bezirk Las Tablas
Las Tablas ist ein Bezirk (distrito) der Provinz Los Santos in Panama. Die Einwohnerzahl betrug laut Volkszählung 2023 30.440.

## Gliederung
Der Bezirk Las Tablas ist administrativ in folgende Corregimientos unterteilt:
- Las Tablas
- Bajo Corral
- Bayano
- El Carate
- El Cocal
- El Manantial
- El Muñoz
- El Pedregoso
- La Laja
- La Miel
- La Palma
- La Tiza
- Las Palmitas
- Las Tablas Abajo
- Nuario
- Palmira
- Peña Blanca
- Río Hondo
- San José
- San Miguel
- Santo Domingo
- Sesteadero
- Valle Rico
- Vallerriquito